# 藤原実綱 (公教男)
藤原 実綱（ふじわら さねつな）は、平安時代後期の公卿・歌人。内大臣・三条公教の長男。官位は正三位・権中納言。二条中納言と称される。

## 経歴
生年は不詳ながら、卒年が53（『公卿補任』）、54（『尊卑分脈』）、もしくは55（『山槐記』）とあることから、大治元年〜3年の生まれと推測される。父・公教は大治元年に蔵人頭となっている。母は僧侶林覚の娘で、源有仁の家の女房であった。有仁は藤原公実の娘を室としており、閑院流と親密な関係にあった。
始め実経と言い、祖父・三条実行の子となり、保延4年（1138年）叙爵、同6年に少納言に任じられたが、昇進は遅く、異母弟の滋野井実国（1140年生）や三条実房（1147年生）に大きく遅れた。長寛元年（1163年）、実綱と改名。40歳近い仁安元年（1166年）11月になってようやく蔵人頭に任じられ、翌年2月に参議となり右大弁を兼任、翌3年8月に従三位、嘉応2年（1170年）正月に左大弁と昇進する。この年に行なわれた住吉社歌合において、弟らに越されていることを嘆いた「いかなれば 我がひとつらの かかるらむ うらやましきは 秋の雁金」という和歌を詠んだが、この歌は『十訓抄』および『古今著聞集』に取り上げられている。また、承安3年（1173年）正月には徳大寺公能の子・実守（1147年生）に位階を超越されたが、『古今著聞集』によれば、承安2年正月の広田社歌合にて、「位山 のぼればくだる 我身かな 最上川漕ぐ 舟ならなくに」と詠んだためではないかと噂になったという。承安4年正月に正三位昇進。
この間、後白河院に近臣として仕え、阿波権守や伊予権守を歴任する。安元元年（1175年）11月、実国・実房に遅れること10年にして権中納言に任じられる。この頃、邸宅を五条南大宮西の角に置いていたが、安元3年の大火で焼失した。
治承3年（1179年）11月、治承三年の政変により権中納言を解任される。翌4年8月に復任したが、12月19日に急死した。『山槐記』によれば、復任後も出仕せず、法華経千部供養を行ない、毎日欠かさず念仏を一万遍唱えていたという。
妻とした三河内侍は二条院の典侍を勤めた後、実綱異母妹の後白河院女御琮子（三条女御）のもとに仕えていた。娘の七条院大納言は公教の猶子となり、後鳥羽院の歌壇で活躍した。
周防国多仁荘（現山口県熊毛郡田布施町）を領有していたことが知られる。

## 系譜
- 父：三条公教
- 母：昭月 - または照月と号す。僧・林覚娘。源有仁家女房
- 妻：二条院三河内侍 - 藤原為業または範玄の娘
  - 男子：三条公仲 - 東寺長者実瑜等の父
  - 女子：七条院大納言
- 妻：藤原通基娘
- 生母不明の子女
  - 男子：三条教綱 - 従五位下
  - 男子：三条公方 - 従五位下、後に出家し鎮西に住む
  - 女子：教子（?-1225）- 高倉天皇典侍（督殿）、三条公氏養母
  - 女子：七条院高倉局 - 源雅行室